# Ісаковське сільське поселення (Балезінський район)
Іса́ковське сільське поселення — муніципальне утворення в складі Балезінського району Удмуртії, Росія. Адміністративний центр — присілок Ісаково.
Населення — 837 осіб (2015; 898 в 2012, 914 в 2010).
До складу поселення входять такі населені пункти:
| Населений пункт        | Населення, осіб (2010) | Населення, осіб (2012) |
| ---------------------- | ---------------------- | ---------------------- |
| Бахтієво, присілок     | 2                      | 2                      |
| Єрмілово, присілок     | 0                      | 0                      |
| Ісаково, присілок      | 526                    | 514                    |
| Кер-Нюра, присілок     | 41                     | 37                     |
| Кобіньпі, присілок     | 1                      | 1                      |
| Малий Ягошур, присілок | 0                      | 0                      |
| Ушур, присілок         | 344                    | 344                    |

В поселенні діють 2 школи (Ісаково, Ушур), 2 садочки (Ісаково, Ушур), 2 бібліотеки, 2 клуби, амбулаторія та фельдшерсько-акушерський пункт. Серед підприємств працюють ТОВ «Схід», ЗАТ «Розвиток», Ушурське дільниче лісництво.